# معاداة اليابانيين في الصين

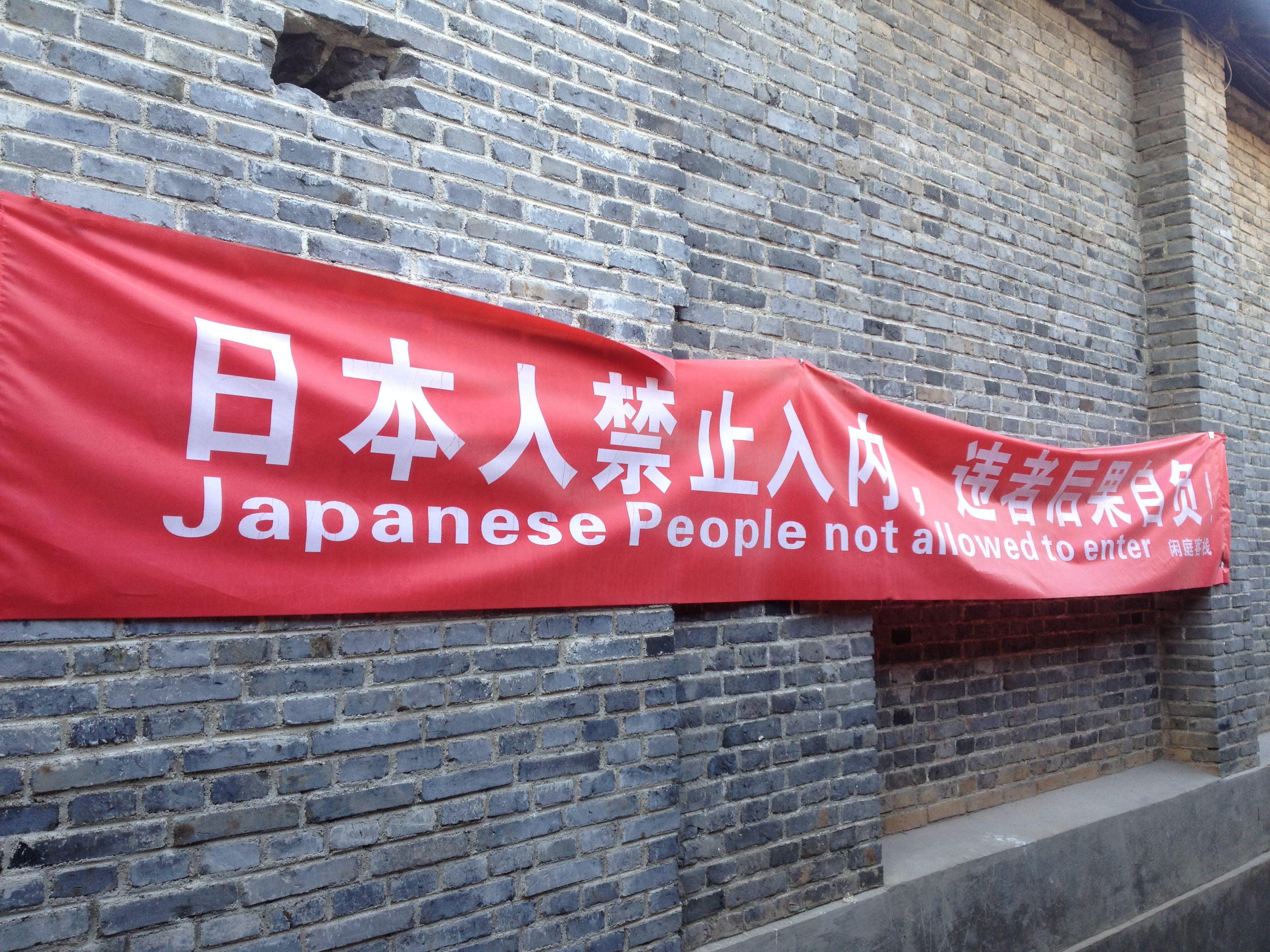

تعتبر معاداة اليابانيين في الصين قضية ذات جذور حديثة (بعد عام 1868). غالبًا ما تمتد جذورها إلى الصراع القومي أو التاريخي، لا سيما في الخلافات حول كتب التاريخ المدرسية في اليابان.
استولت اليابان على امتيازات في مناطق من الصين في أواخر عهد أسرة تشينغ. أدى عدم الرضا عن التسوية والمطالب الواحد والعشرين من قبل الحكومة الإمبراطورية اليابانية إلى مقاطعة صارمة للمنتجات اليابانية في الصين في عام 1915. استمرت المرارة في الصين قائمة بسبب الحرب الصينية اليابانية الثانية وإجراءات اليابان ما بعد الحرب. ربما تأثر هذا الشعور أيضًا إلى حد ما بالقضايا المتعلقة بالشعب الصيني في اليابان. وفقًا لاستطلاع الرأي العالمي الذي أجرته بي بي سي لعام 2017، فإن الشعب الصيني في البر الرئيسي لديه أكبر مشاعر معاداة لليابانيين في العالم، إذ يرى 75% من الصينيين أن اليابان أثرت بشكل سلبي، ويعبر 22% منهم عن رأي إيجابي. كانت معاداة اليابانيين في الصين في أعلى مستوياتها في عام 2014 منذ إجراء الاستطلاع لأول مرة في عام 2006 وارتفعت بنسبة 16 في المئة عن العام الذي سبقه. لكن معاداة اليابانيين انخفضت بشكل ملحوظ بحلول عام 2018؛ فأظهر استطلاع للرأي أجرته مؤسسة جيرنن إن بّي أو في عام 2018 أن 42.2% من الصينيين ينظرون بإيجابية إلى اليابان، بعد أن كانت النسبة 31.5% في 2017.

## آثار الحرب العالمية الثانية
يمكن تتبع معظم أسباب معاداة اليابانيين في الصين بشكل مباشر إلى الحرب الصينية اليابانية الثانية، والتي كانت مسرحًا للحرب العالمية الثانية. نتيجة للحرب، قُدر عدد الضحايا الصينين بين 7 ملايين إلى 16 مليون قتيل مدني، و3 ملايين عسكري. بالإضافة إلى ذلك، تسببت الحرب في خسائر تقدر بنحو 383.3 مليار دولار أمريكي وخلقت 95 مليون لاجئ. أصبحت منشوريا تحت السيطرة اليابانية في عام 1931 باعتبارها دولة تدعى مانشوكو. احتل اليابانيون العديد من المدن الكبرى بعد ذلك، بما في ذلك نانجينغ، وشنغهاي، وبكين في عام 1937. ومن بين الأحداث البارزة مذبحة نانجينغ. في منشوريا، أجرت الوحدة 731، وهي وحدة طبية تابعة للجيش الياباني، أبحاثًا عن الحرب البيولوجية باستخدام المدنيين الصينيين كأشخاص اختبار، وجرت الإشارة إليهم على أنهم «سجلات» بشرية في المجلات الطبية. أجبِرت النساء من العديد من الدول الآسيوية، بما في ذلك الصين، على العمل كبغايا في بيوت الدعارة العسكرية (وغالبًا ما يشار إليهن باسم «نساء المتعة») في ظل الاحتلال الياباني.

## قضايا ما بعد الحرب
كان هناك استياء عميق من تبجيل قدامى المحاربين اليابانيين في ضريح ياسوكوني، إذ هناك عدد من مجرمي الحرب الذين يعاملون على أنهم كامي أو أرواح مهمة، وحقيقة أن الضريح ينص صراحة على أن الغرض من التدخل العسكري الياباني في آسيا كان جلب الرخاء والخلاص إلى الآسيويين. تفاقم هذا بسبب محاولات تبرئة اليابان من دورها في الحرب في بعض كتب التاريخ المدرسية، مثل تخفيف بعض العبارات وإزالة أخرى. ما ساهم في زيادة هذه الصورة سحب بعض وسائل الإعلام الشعبية مثل الرسوم الهزلية، والكتب، والأفلام أو الأفلام الوثائقية التي تصور تورط اليابان في الأعمال الوحشية في زمن الحرب بسبب المشاعر القومية أو الشعبية. من الأمثلة على ذلك، يشير النقاد إلى سحب كتاب اغتصاب نانكينغ لإريس تشانغ من خطة النشر، والرقابة على مشاهد مذبحة نانجينغ من الإصدار المسرحي الياباني لفلم الإمبراطور الأخير.
رفضت الصين تعويضات الحرب من اليابان في البيان المشترك لعام 1972. قدمت اليابان مساعدات إنمائية رسمية بلغت 3 تريليونات ين (30 مليار دولار أمريكي). وفقًا للتقديرات، مثلت مساعدات اليابان أكثر من 60 في المئة من المساعدات الإنمائية الرسمية التي تلقتها الصين. كان نحو 25 في المئة من التمويل لجميع مشاريع البنية التحتية في الصين بين عامي 1994 و1998 -بما في ذلك الطرق، والسكك الحديدية، وأنظمة الاتصالات، والموانئ- من اليابان.
نادرًا ما أعلنت الحكومة الصينية رسميًا عن المساعدات اليابانية للشعب الصيني، إلى أن أعلنت اليابان أن المساعدات لا بد أن تُلغى تدريجيًا. وأخيرًا اعترف رئيس الوزراء الصيني ون جيا باو بذلك علنًا خلال زيارته لليابان في أبريل 2007.
هناك تصور بين بعض الصينيين مفاده أن الولايات المتحدة واليابان وتايوان تحاول احتواء الصين. يُنظر إلى المناقشة اليابانية الأخيرة لمراجعة المادة التاسعة، بند «لا للحرب»، بشكوك حول احتمال إعادة التسلح. تبرز أيضًا المشاعر المعادية لليابان في الصين من خلال وصف العديد من السياسيين التايوانيين البارزين (خاصة أولئك الذين يدافعون عن استقلال تايوان) بأنهم «كلاب تابعين لليابانيين» وهانجيان (خونة) من قبل وسائل الإعلام التي تديرها الدولة.